# 사랑은
〈사랑은〉은 이옥주의 8번째 싱글이자, 타이미 명의로의 4번째 싱글이며, 2015년 6월 25일에 발매됐다. 피처링으로는 달샤벳의 수빈이 참여했다.

## 개요
- 3번째 싱글(타이미 명의) 〈꽃 (Super Flower)〉로부터 약  11개월 만에 발매되는 싱글이다.
- 타이미 명의의 첫 미니앨범 발매에 앞서 발매됐다.

## 수록곡
1. 사랑은 (수빈 Of 달샤벳)
  - 작사: 타이미, U, 코믹스사운드, 작곡: U, 코믹스사운드, 편곡: U, 코믹스사운드, 강민훈